# Buar
Buar (en serbe cyrillique : Буар) est une localité de Serbie située sur le territoire de la Ville d'Užice, district de Zlatibor. Au recensement de 2011, elle comptait 1 070 habitants.
Buar est officiellement classé parmi les villages de Serbie.

## Démographie

### Évolution historique de la population
| 1948  | 1953  | 1961  | 1971  | 1981 | 1991 | 2002  | 2011  |
| ----- | ----- | ----- | ----- | ---- | ---- | ----- | ----- |
| 1 144 | 1 194 | 1 653 | 1 157 | 871  | 898  | 1 415 | 1 070 |

|  |